# Arsinoe I
Arsinoe I (305 a.C. o 295 a.C. – ...) è stata una regina egizia di epoca tolemaica.

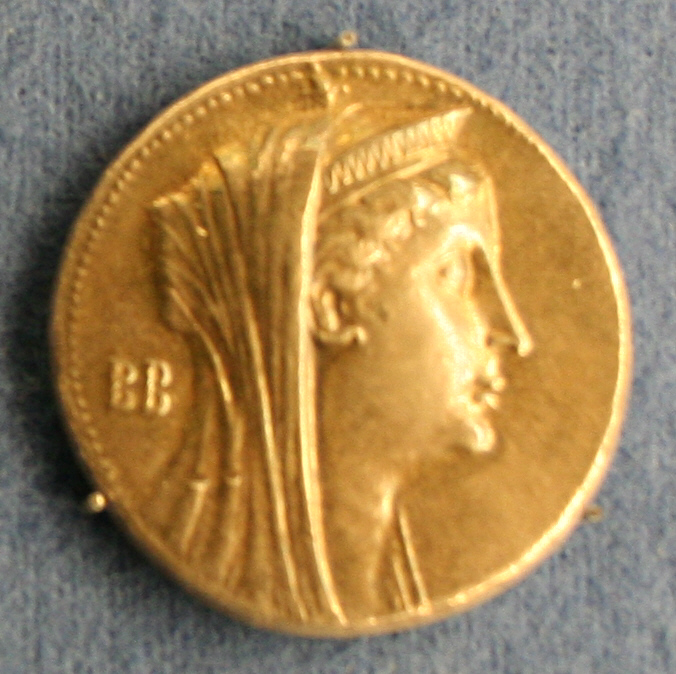
Dracma di Tolomeo III per Arsinoe I (245 a.C.); Kestner-Museum, Hannover

Fu regina d'Egitto (284/1 - 274 a.C. ca) e prima moglie di Tolomeo II.
Arsinoe I era la figlia di Lisimaco, re di Tracia. Tra il 284 ed il 281 a.C. sposò Tolomeo II, con il quale ebbe tre figli, il futuro re Tolomeo III, Lisimaco d'Egitto e Berenice.
Verso il 274 fu accusata da Arsinoe II di aver complottato contro il marito e fu esiliata a Copto. La data di morte è sconosciuta.

## Cronologia
| Periodo               | Dinastia | Anni di regno               |
| Egitto greco e romano | XXXIII   | 284 a.C./281 a.C.- 274 a.C. |